# Muscle ischio-caverneux
Le muscle ischio-caverneux est un petit muscle du triangle uro-génital pair situé dans l'espace superficiel du périnée dans la région antérieure du périnée,. Il est présent chez les hommes et les femmes. Son ancienne dénomination chez la femme était le muscle ischio-clitoridien.

## Origine
Le muscle ischio-caverneux naît par des fibres tendineuses et charnues la face interne de la tubérosité ischiatique et de la branche ischio-pubienne.

## Insertion
Le muscle ischio-caverneux se termine sur le pilier du pénis chez l’homme ou sur le pilier du clitoris chez la femme.

## Innervation
Le muscle ischio-caverneux est innervé par un rameau du nerf pudendal.

## Vascularisation
Le muscle ischio-caverneux est vascularisé par l'artère périnéale

## Fonction
Chez les hommes, il provoque l’érection du pénis.
Chez les femmes, il provoque l'abaissement du clitoris.

## Galerie

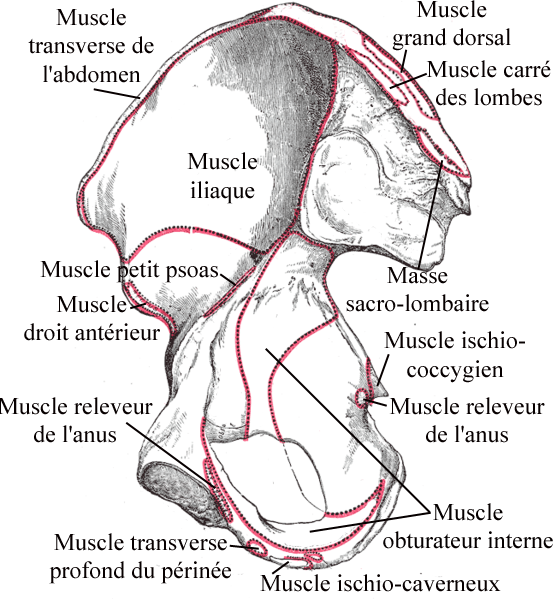
Surface intérieure de l'os coxal localisant l'insertion du muscle ischio-caverneux.
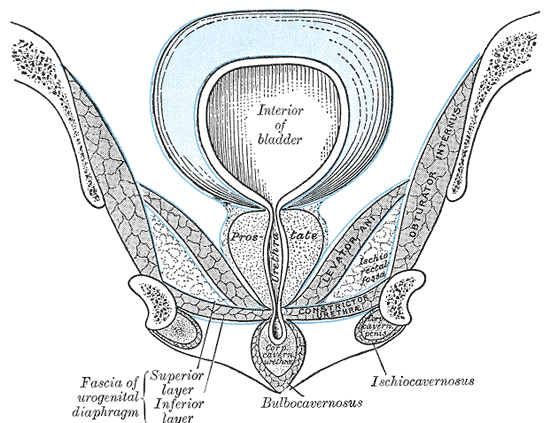
Coupe coronale de la partie antérieure du bassin, passant par l'arc pubien. Vu de face.
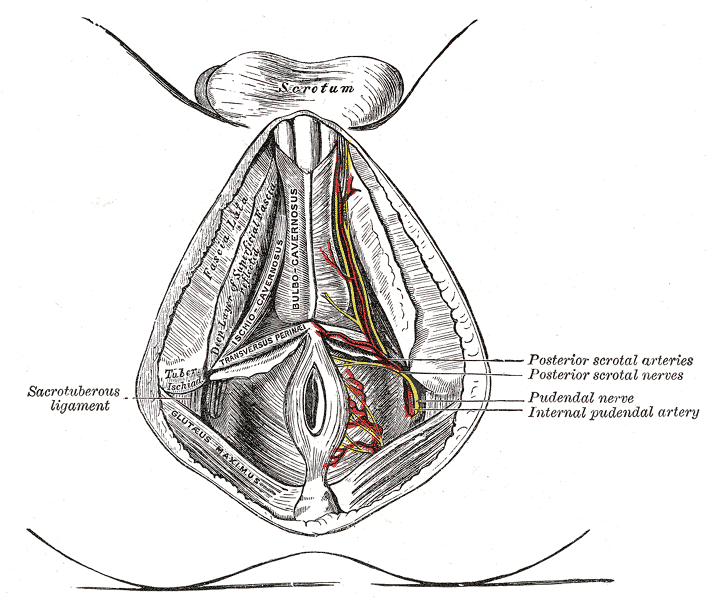
Les branches superficielles de l'artère pudendale interne.